# The Florida Project
The Florida Project (no Brasil, Projeto Flórida) é um filme de drama estadunidense de 2017 dirigido e escrito por Sean Baker e Chris Bergoch. Estrelado por Brooklynn Prince, Christopher Rivera, Valeria Cotto, Aiden Malik, Bria Vinaite e Willem Dafoe, estreou no Festival de Cannes em 22 de maio de 2017.
A história gira em torno de uma menina de 6 anos (Moonee),interpretada por Brooklin Prince, seus amigos e sua mãe rebelde em um verão em uma parte pobre de Kissimmee, na Região Metropolitana de Orlando, EUA. O filme busca retratar a grande desigualdade social presente em Orlando, cidade turística, geralmente vista somente por uma perspectiva de felicidade e magia por causa de seus famosos parques de diversão.
O filme foi aclamado críticamente sendo escolhido pelo American Film Institute como um dos 10 melhores filmes do ano. Willem Dafoe ganhou indicações de Melhor Ator Coadjuvante tanto no BAFTA quanto no Oscar.

## Elenco
- Brooklynn Prince - Moonee
- Christopher Rivera - Scooty
- Valeria Cotto - Jancey
- Aiden Malik - Dicky
- Bria Vinaite - Halley
- Willem Dafoe - Bobby Hicks
- Sandy Kane - Gloria
- Caleb Landry Jones - Jack Hicks
- Macon Blair - John